# Gyodong-myeon
Gyodong-myeon (koreanska: 교동면) är en socken i landskommunen Ganghwa-gun i provinsen Incheon,  70 km nordväst om huvudstaden Seoul. Socknen omfattar ön Gyodongdo och några mindre holmar. Den ligger i Hanflodens mynning och på flodens andra sida ligger Nordkorea.